# Лучше звоните Солу (2-й сезон)
Второй сезон американского драматического телесериала «Лучше звоните Солу», премьера которого состоялась 15 февраля 2016 года, а завершился он 18 апреля 2016 года. Сезон состоял из десяти эпизодов, и он транслировался в США по понедельникам на канале AMC. Сериал является спин-оффом «Во все тяжкие», и его авторами стали Винс Гиллиган и Питер Гулд, оба из которых работали над «Во все тяжкие».
Действие этого сезона, как и первого, в основном разворачивается в 2002 году, и Боб Оденкерк вновь исполняет роль Джимми Макгилла, адвоката, который враждует со своим братом Чаком (Майкл Маккин). Ким Уэкслер (Рэй Сихорн) — бывшая сотрудница почтового отдела «Хэмлин, Хэмлин и Макгилл» (HHM), а ныне адвокат в HHM, и любовница Джимми, которая останавливает юридическую практику HHM, чтобы начать сольную практику в офисе, который она делит с Джимми. Джонатан Бэнкс также вновь исполняет роль Майка Эрмантраута, который вовлечён в вражду с мексиканским наркокартелем после того, как инсценированная перепалка с Туко Саламанкой (Рэймонд Крус), за которую заплатил Начо Варга (Майкл Мэндо), отправляет Туко в тюрьму и привлекает к Майку внимание Гектора Саламанки (Марк Марголис).
Второй сезон «Лучше звоните Солу» получил похвалу от критиков, а также шесть номинаций на 68-й церемонии премии «Эмми», включая за лучший драматический сериал.

## Производство

### Кастинг
Марк Марголис, Дэниел и Луис Монкада вновь исполняют роли Гектора «Тио» Саламанки и Леонеля и Марко Саламанки из «Во все тяжкие». Они являются дядей и кузенами Туко, соответственно, и высокопоставленными членами мексиканского наркокартеля.
Весь основной актёрский состав вернулся в этом сезоне: Боб Оденкерк в роли Джимми Макгилла, Джонатан Бэнкс в роли Майка Эрмантраута, Рэй Сихорн в роли Ким Уэкслер, Патрик Фабиан в роли Говарда Хэмлина, Майкл Мэндо в роли Начо Варга и Майкл Маккин в роли Чака Макгилла.

### Съёмки
Производство второго сезона «Лучше звоните Солу» началось в июне 2015 года, через два месяца после окончания показа первого сезона. Действие «Лучше звоните Солу» разворачивается в Альбукерке, Нью-Мексико, там же и снимают сериал, также как и его предшественник.
В первой сцене первого эпизода этого сезона, Джимми/Сол использует свой псевдонимом Джин Такович во время работы в Cinnabon в торговом центре Омахи, Небраска. Действия сцены Cinnabon в «Лучше звоните Солу» разворачиваются в Омахе, но они были сняты в торговом центре Cottonwood Mall в Альбукерке, Нью-Мексико.

## В ролях

### Основной состав
- Боб Оденкерк в роли Джимми Макгилла, адвоката, который враждует со своим братом Чаком.
- Джонатан Бэнкс в роли Майка Эрмантраута, который вовлечён в вражду с мексиканским наркокартелем после перепалки с Туко Саламанкой, что привлекает к нему внимание Гектора.
- Рэй Сихорн в роли Ким Уэкслер, близкого друга и любовницу Джимми, которая открывает с ним юридическую фирму[6][7].
- Патрик Фабиан в роли Говарда Хэмлина, партнёра Чака в «Хэмлин, Хэмлин и Макгилл» (HHM) и главного соперника Джимми.
- Майкл Мэндо в роли Начо Варга, члена наркокартеля Туко Саламанки, который тайно работает с Майком, чтобы убрать Туко.
- Майкл Маккин в роли Чака Макгилла, старшего брата Джимми, партнёра в «Хэмлин, Хэмлин и Макгилл», который якобы страдает электромагнитной сверхчувствительностью.

### Второстепенный состав
- Эд Бегли-мл. в роли Клиффорда Мэйна, совладельца «Davis & Main».
- Марк Марголис в роли Гектора Саламанки, дяди Туко и лидера наркокартеля Саламанка.
- Керри Кондон в роли Стейси Эрмантраут, овдовевшей невестки Майка и матери Кайли Эрмантраут.
- Марк Прокш в роли Дэниела «Прайса» Вормолда, мелкого наркоторговца, который нанимает Майка в качестве телохранителя.
- Омар Маскати в роли Омара, помощника Джимми в «Davis & Main».
- Джесси Эннис в роли Эрин Брилл, адвоката в «Davis & Main», которой приказано наблюдать за Джимми.
- Брэндон К. Хэмптон в роли Эрнесто, помощника Чака, который работает на HHM.
- Винсент Фуэнтес в роли Артуро, преступника, работающего на Гектора Саламанку.
- Рекс Линн в роли Кевина Вочтелла, главы банка и траста Mesa Verde Bank and Trust.
- Кара Пифко в роли Пэйдж Новик, старшего советника для Mesa Verde Bank and Trust.
- Мануэль Уриса в роли Хименеса Лекерды, водителя грузовика для Гектора Саламанки.
- Айлин Фогарти в роли миссис Нуин, владелицы маникюрного салона, в задней комнате которого находится адвокатская контора Джимми (и его дом).
- Джош Фадем в роли оператора, кино-студента, который помогает Джимми снимать различные проекты.
- Хэйли Холмс в роли актрисы, кино-студентки, работающей на Джимми.

### Приглашённые звёзды
- Рэймонд Крус в роли Туко Саламанки, безжалостного, психованного распространителя наркотиков в Южной Долине, который работает с Начо Варга.
- Джим Бивер в роли Лоусона, торговца оружием.
- Кайл Борнхеймер в роли Кена, высокомерного биржевого брокера, который ранее появился в эпизоде «Во все тяжкие» «Раковый больной».
- Дэниел и Луис Монкада в ролях Леонеля и Марко Саламанка, кузенов Туко и племянников Гектора.
- Максимино Арсиньега в роли Доминго «Крейзи-8» Молины.
- Энн Кьюсак в роли Ребекки Буа, бывшей жены Чака.
- Клеа Дюваль в роли доктора Крус, врача, которая лечит Чака и подозревает, что его состояние является психосоматическим.
- Брендан Фер в роли Бауэра, военного капитана.
- Джо ДеРоса в роли доктора Кальдеры, ветеринара, который служит связным Майка Эрмантраута с преступным миром.
- Стоуни Вестморленд в роли офицера Сакстона, который ранее появился в эпизоде «Во все тяжкие» «Я.П.Т.».
- Дебрианна Мансини в роли Фрэн, официантки, которая ранее появилась в эпизоде «Во все тяжкие» «Мадригал».
- Дженнифер Хэсти в роли Стефани Досвелл, риэлтора, ранее появилась в эпизоде «Во все тяжкие» «Открытый дом».
- Хуан Карлос Канту в роли Мануэля Варга, отца Начо, который является владельцем и менеджером магазина мягкой мебели.

## Эпизоды
Взяв по первой букве из названия каждого эпизода и переставив их, мы получаем FRINGSBACK (Фринг вернулся), предвещая повторное появление персонажа Гуса Фринга из «Во все тяжкие».
| № общий | № в сезоне | Название                    | Режиссёр        | Автор сценария               | Дата премьеры   | Зрители в США (млн) |
| --- | ---------- | --------------------------- | --------------- | ---------------------------- | --------------- | ------------------- |
| 11 | 1          | «Выключатель» «Switch»      | Томас Шнауц     | Томас Шнауц                  | 15 февраля 2016 | 2,57                |
| Сезон начинается с эпизода из настоящего времени. В Омахе, штат Небраска, Джимми под именем Джин в конце рабочего дня случайно оказывается запертым в комнате с мусором. Он может воспользоваться аварийным выходом, но не решается это сделать, поскольку не хочет привлекать к себе внимание охраны и полиции. Когда ему удаётся выйти, зритель видит, что на стене остаётся выцарапанная надпись «SG was here» («Здесь был СГ» – Сол Гудман). История возвращается к 2002 году, когда Джимми отклоняет предложение места в Davis & Main и закрывает свою практику. Ким пытается вернуть Джимми к работе, но вместо этого он вовлекает Ким в аферу с биржевым брокером, который заказывает им дорогую выпивку с едой и сам же оплачивает огромный счёт. Под впечатлением Ким проводит ночь с Джимми. Тем временем Прайс решает обойтись без Майка, считая, что ему больше не нужен охранник. Начо, пользуясь отсутствием Майка, узнаёт адрес Прайса. Некоторое время спустя дом Прайса ограблен, и он вызывает полицию. Полицейские с сомнением относятся к этому случаю, а позже находят пустой тайник за диваном. Джимми, здраво поразмыслив, решает принять предложение Davis & Main и устраивается на работу. |            |                             |                 |                              |                 |                     |
| 12 | 2          | «Пирог» «Cobbler»           | Терри Макдоно   | Дженнифер Хатчинсон          | 22 февраля 2016 | 2,23                |
| Говард навещает Чака и рассказывает ему о том, что Джимми устроился в Davis & Main. Тем временем Прайс встречает Майка на въезде на стоянку перед полицейским участком, собираясь на разговор с полицейскими. Майк предупреждает Прайса, что его подозревают в наркоторговле, и предлагает решить его проблему. Майк находит Начо и угрожает ему раскрыть его дела перед Туко, если тот не вернёт Прайсу украденные у него бейсбольные карточки. Кроме того, Майк требует $10 000 за молчание, но при этом обещает, что взамен Начо получит «Хаммер» Прайса, который пойдёт под разборку на запчасти. Чак посещает офис HHM, участвуя в разговоре между HHM и DM с участием Джимми. После Джимми получает звонок от Майка, который предлагает ему «подработку»: нужно снять подозрения с Прайса. Джимми на ходу выдумывает для полицейских невероятную историю о том, что тайник в комнате Прайса используется для хранения «деликатного» видео, в которых Прайс садится на пироги и при этом плачет. Для доказательства ему с Прайсом приходится снять такое видео. Когда он рассказывает обо всем этом Ким, она упрекает Джимми в том, что он сфальсифицировал улики, и тем самым он мог сильно подставить себя. |            |                             |                 |                              |                 |                     |
| 13 | 3          | «Амарилло» «Amarillo»       | Скотт Винант    | Джонатан Глатцер             | 29 февраля 2016 | 2,20                |
| Джимми приезжает в Амарилло, штат Техас, где подкупает водителя автобуса Sandpiper Crossing, везущего престарелых клиентов на обед. Пока водитель автобуса якобы чинит поломку, Джимми «обрабатывает» пожилых людей, навязывая им услуги юридической фирмы Davis & Main, в которой с недавних пор работает. На очередном совместном заседании HHM и DM Джимми делится своими успехами перед коллегами: 21 новый клиент из Амарилло. На заседании также присутствует Чак, который сообщает о своих сомнениях по поводу законности методов Джимми по привлечению новых клиентов. Джимми успокаивает его и остальных, сообщая, что все в рамках закона и профессиональной этики юристов. После заседания Джимми догоняет явно недовольную его действиями Ким, которая подозревает его в принуждении клиентов, а также сообщает, что она поручилась за него перед партнёрами Davis & Main, а потому любые противозаконные действия не должны иметь место. Делать нечего, и Джимми приходится искать новые методы привлечения пожилых клиентов. Рассылка почтовых отправлений не даёт результатов, и Джимми решает снять рекламный видеоролик, который будет показан в полдень во время просмотра стариками сериала. Джимми показывает этот видеоролик Ким, и она сообщает ему, что весьма впечатлена его работой. Джимми без согласия Мэйна Клиффорда и других партнёров запускает видеоролик на телевидение. Несмотря на то, что потрясающие результаты оправдывают вложение в рекламу и фирма DM получает кучу новых клиентов, Клиффорд недоволен поступком Джимми и сообщает ему, что тот должен был предварительно посоветоваться с ним и партнёрами. Между тем, Стейси разговаривает с Майком и выражает своё беспокойство по поводу того, что вторую ночь подряд слышит около своего дома выстрелы. В эту же ночь Майк без ведома Стейси наблюдает за её домом, однако не видит и не слышит ничего подозрительного. Позже он видит проезжающий автомобиль, из окон которого на придомовые территории выбрасываются газеты, издавая шум, похожий на выстрелы. На следующий день Стейси звонит Майку и сообщает, что снова слышала выстрелы. Майк приезжает, и Стейси показывает ему на отверстие в стене дома. Стейси полагает, что это отверстие от пули, и со слезами на глазах пытается доказать это Майку. Майк, зная, что ничего серьёзного ночью не произошло, все же жалеет Стейси и обещает перевезти их с внучкой в другой район. Позже Майк встречается с Начо, который предлагает ему работу. |            |                             |                 |                              |                 |                     |
| 14 | 4          | «Без перчаток» «Gloves Off» | Адам Бернштейн  | Гордон Смит                  | 7 марта 2016    | 2,20                |
| Джимми вызван на серьёзный разговор с начальством, в ходе которого пытается оправдать свою излишнюю инициативность великолепными результатами по привлечению клиентов. Клифф Мэйн строго отчитывает Джимми, но всё-таки решает ему дать второй шанс. Тем временем, в HHM проходит напряжённая беседа между Ким, Чаком и Говардом. Последний выясняет, что Ким знала о намерениях Джимми, но ничего не сообщила ему. Ким понижают в должности, и теперь она работает с документами. Джимми приезжает домой к Чаку и ссорится с ним: он на эмоциях сообщает Чаку, что если тот хочет завершения его адвокатской карьеры, то он получит это, но взамен Ким должна вернуться в свою должность и работать как прежде. Чак говорит, что «он так не говорил» и отказывается от предложения своего брата. Между тем, Майк обсуждает с Начо работу, которую тот предложил ему. Начо, опасаясь за свою жизнь, хочет, чтобы Майк убил Туко. Майк сообщает, что подумает над предложением Начо, но в конечном итоге отказывается, аргументируя свой отказ тем, что смерть Туко не избавит от проблем, а принесёт их ещё больше, ведь убийство Туко привлечёт внимание наркокартелей со всеми вытекающими из этого негативными обстоятельствами. Однако он предлагает альтернативный вариант решения проблемы. Майк решает подставить Туко и вызывает полицию в тот момент, когда он с Начо собирает деньги за наркотики в одном из кафе. Позже Майк сам отправляется в это кафе, где как бы ненарочно провоцирует Туко, задевая его припаркованный автомобиль, а затем отказываясь платить за ремонт. В этот момент слышатся сирены полицейских автомобилей, и Начо одёргивает Туко, сообщая, что пора уходить. Но поздно: Туко в ярости, он забирает бумажник Майка и в порыве сильного гнева начинает его избивать. Начо скрывается. В этот момент приезжает полиция и арестовывает Туко на месте преступления. Избитый, Майк встречается с Начо и сообщает, что Туко арестован, и, вероятнее всего он получит от 5 до 10 лет тюрьмы за ограбление, избиение и незаконное ношение оружия. Отдав Майку деньги за работу, Начо спрашивает его, почему он решил проблему именно так, а не иначе? Почему не убил Туко и не получил гораздо большую сумму денег? Почему позволил себя избить вместо того, чтобы убрать Туко? Майк, ничего не ответив, разворачивается и уходит. |            |                             |                 |                              |                 |                     |
| 15 | 5          | «Ребекка» «Rebecca»         | Джон Шибан      | Энн Черкис                   | 14 марта 2016   | 1,99                |
| Флэшбек: Джимми приезжает в Альбукерке и заходит в гости к Чаку, где знакомится с его женой, Ребеккой. Джимми очаровывает её своей харизмой, что ставит Чака в неловкое положение. Действие переносится в настоящее время, где Ким по-прежнему работает в комнате с документами. К ней приходит Джимми с предложением подать в суд на HHM. Ким отклоняет предложение Джимми, сообщая, что не собирается рушить таким образом свою карьеру, а также советует Джимми заниматься своими делами. В течение следующего дня по следам Джимми все время ходит его коллега, Эрин. Она говорит, что просто хочет помочь Джимми быстрее влиться в коллектив и в рабочую атмосферу Davis & Main, однако Джимми такие стеснённые условия работы не по душе. Он подозревает, что Клифф приставил Эрин к нему для отчёта о каждом его шаге и действии. Между тем Ким пытается привести в HHM крупных клиентов. В конце концов ей удаётся это сделать, и HHM получает новое солидное дело. Ким надеется, что её успехи сделают Говарда более снисходительным к ней, и он вернёт её на старую должность, однако тот по-прежнему отправляет её в комнату с документами. Позже Чак рано утром случайно встречается с Ким в HHM и рассказывает ей историю о том, как в молодости Джимми тайно присвоил себе деньги от бизнеса их отца, что в конечном итоге привело к краху бизнеса. Чак говорит, что его брат «неплохой и у него доброе сердце, но он такой, какой есть, а остальным приходится разгребать последствия». В конце разговора Чак обещает Ким поговорить с Говардом о восстановлении её в должности. А тем временем Майка в кафе находит Гектор Саламанка, дядя Туко. Он приносит Майку извинения от всей семьи и обещает лично надрать Туко уши, но ему не хотелось бы, чтобы его племянник сел в тюрьму на долгий срок, поэтому он предлагает Майку взять $5000 и сказать полиции, что оружие, изъятое на месте преступления, принадлежит ему, Майку, а не Туко, чтобы таким образом значительно сократить племяннику возможный тюремный срок. Гектор уходит, попросив Майка подумать над его предложением. |            |                             |                 |                              |                 |                     |
| 16 | 6          | «Бали Хай» «Bali Ha'i»      | Майкл Словис    | Дженнифер Хатчинсон          | 21 марта 2016   | 2,11                |
| Джимми тяжело привыкает к новой работе. В служебной квартире, на мягкой и огромной постели он не может уснуть. Только вернувшись в свою старую комнатушку за маникюрным салоном, он засыпает крепким сном. Ким благодаря Чаку возвращают в должность, однако Говард обходится с ней холодно, поручая ей всю «черную» работу. Он посылает её одну на заведомо проигрышное судебное заседание против Schweikart & Cokely, конкурентов HHM, являющихся ответчиком по делу Sandpiper Crossing. После судебного заседания Ким удаляется, но её догоняет присутствовавший на судебных дебатах Рик Швайкерт, один из главных партнёров и ключевая фигура Schweikart & Cokely. Он сообщает Ким, что впечатлён её защитой на заседании, несмотря на то, что оно было очевидно проигрышным со стороны HHM. Рик приглашает Ким пообедать и предлагает ей устроиться в его фирму на самых лучших условиях. Не зная, что делать, Ким идёт в бар и выпивает. Там она встречает частного инвестора, который предлагает ей выпивку за свой счёт. Быстро смекнув, что можно повторить своё предыдущее приключение с Джимми, она звонит ему. Тот срывается с работы, приезжает в бар, и вместе они разводят инвестора на $10 000. На следующее утро Ким говорит Джимми, что завидует ему потому, что тот всегда знает, чего он хочет, а также переживает, что именно из-за неё Джимми пошёл в Davis & Main, когда тот отказался от карьеры адвоката и хотел совершенно иной жизни. Джимми, исключительно чтобы поддержать Ким, говорит ей о том, что в Davis & Main его абсолютно все устраивает и он ничуть не жалеет о том, что там работает. Между тем, Майк отказывается от предложения Гектора Саламанка. Но люди Гектора начинают преследовать его, а в один момент Майк, играя с внучкой, замечает братьев-близнецов Леонеля и Марко Саламанка, которые косвенно дают понять, что Кейли и Стейси угрожает опасность, если Майк не согласится на сделку Гектора. Майк вынужденно соглашается, но поднимает свою цену до $50 000. Позже Майк отдаёт половину этих денег Начо, сообщая ему, что возвращает эти деньги за работу, с которой он в конечном итоге не смог справиться. |            |                             |                 |                              |                 |                     |
| 17 | 7          | «Надувной» «Inflatable»     | Колин Бакси     | Гордон Смит                  | 28 марта 2016   | 2,03                |
| Флэшбек: начало 1970-х годов. Маленький Джимми работает в магазине отца, когда заходит один посетитель и начинает рассказывать отцу Джимми жалостливую историю о том, что у его ребёнка случилась эпилепсия, лекарств нет, а автомобиль сломался. Посетитель просит дать ему $5. За этой сценой наблюдает Джимми, подзывает отца и шепчет ему, что вошедший человек – мошенник, и он хочет его надуть. Однако отец не слушает Джимми и отдаёт посетителю $10 вместо $5, а сам удаляется в подсобку. В этот момент посетитель-мошенник достаёт из кармана собственные деньги и просит Джимми продать ему два блока сигарет. Затем он говорит Джимми, что во всем мире есть только волки и овцы, и Джимми сам должен решить, к кому он принадлежит. Разочарованный доверчивостью отца, Джимми начинает подтаскивать деньги из кассы. Действие переносится в настоящее, где Джимми с Майком идут к окружному прокурору. Там Майк говорит о том, что оружие, найденное на месте преступления, принадлежит не Туко. Джимми защищает Майка от провокационных вопросов в его сторону, и вместе они уходят. Позже Джимми приходит на работу в Davis & Main, где просит своего помощника составить заявление об увольнении. Однако помощник подсказывает ему, что в таком случае Джимми не получит премии от фирмы. Позже Джимми находит лазейку в своём трудовом договоре, где сказано, что он останется с премией, если будет уволен без всякой на то причины. Тогда Джимми начинает делать все, что в его силах, чтобы подействовать на нервы Клиффу и партнёрам. Он покупает цветастые костюмы и ходит в них на работу, гадит в туалете и сознаётся в этом, покупает соковыжималку и использует её в офисе в рабочее время, обрызгивая коллег, а также громко и немелодично играет в разгар рабочего дня на волынке. В конце концов Клифф вызывает его в свой кабинет и сообщает ему, что тот уволен. Но план Джимми сработал: Клифф увольняет его без причины, просто за то, что он «дурак», поэтому Джимми удаётся сохранить премию от фирмы. Позже Джимми приезжает в HHM, где встречается с Ким и предлагает ей стать партнёрами и работать на себя, а не на кого-то. Джимми даже разработал дизайн логотипа на их совместной визитке, но Ким сообщает, что готова стать партнёрами только в том случае, если Джимми будет честным и серьёзным юристом, а не «цветастым» парнем, который несерьёзно относится к работе и делает всё по-своему. Джимми отвечает, что он не может играть других ролей и хочет быть только самим собой, т.е. «цветастым». Ким вежливо отклоняет предложение Джимми и удаляется, а Джимми возвращается в свой старый офис за маникюрным салоном. Тем временем Майк смотрит вместе со Стейси новый дом, который обещает купить, несмотря на его высокую стоимость. Параллельно он начинает слежку за рестораном Гектора Саламанка. Позже Ким приходит к Джимми и сообщает ему, что готова пойти на партнёрство, но это не будет партнёрством в прямом смысле. Она предлагает вместе арендовать один офис, в котором будут находиться её юридическая фирма и фирма Джимми. Таким образом, Ким предлагает, чтобы каждый работал сам на себя, но под одной крышей, чтобы делиться друг с другом новостями, советами, а также оказывать взаимную поддержку в случае необходимости. Джимми колеблется... |            |                             |                 |                              |                 |                     |
| 18 | 8          | «Фифи» «Fifi»               | Лариса Кондраки | Томас Шнауц                  | 4 апреля 2016   | 1,93                |
| Джимми принимает предложение Ким, и последняя отправляется в HHM, чтобы сообщить Говарду о своём уходе. Сразу после ухода Ким между ней и HHM начинается борьба за крупных клиентов Mesa Verde Bank. Ким одерживает победу и получает Mesa Verde в качестве своих первых клиентов в частной практике. Позже она встречается с Джимми и сообщает ему радостную новость. Джимми показывает ей помещение, найденное им для будущего совместного офиса – бывшую стоматологическую клинику. Ким соглашается. В это время Говард навещает Чака и сообщает ему о потере клиентов из Mesa Verde, а также об уходе Ким, которая теперь работает вместе с Джимми. Чак в сердцах называет Джимми «кукловодом» и решает ехать вместе с Говардом на встречу с клиентами из Mesa Verde. Говард отговаривает его, намекая, что если Чак приедет вместе с ним в HHM, то потребуется стандартная процедура отключения электроэнергии, сбора сотовых телефонов и т.д., что может оттолкнуть клиентов из Mesa Verde, посчитающих их слегка сумасшедшими. Но Чак настроен решительно и сообщает, что он идёт на поправку, и нет никакой необходимости в изолировании его от электромагнитного воздействия. На встрече Чаку удаётся переманить крупных клиентов обратно в HHM, однако после разговора ему становится плохо, и его срочно везут домой. Между тем, Джимми приезжает на одну из воздушных баз США для того, чтобы сделать промокадры со стариком-ветераном в инвалидной коляске на фоне бомбардировщика B-29 «Fifi». На самом деле, чтобы провернуть все это, Джимми как обычно идёт на ухищрения: старик в инвалидной коляске на самом деле не инвалид и уж тем более никакой не ветеран, а один из прошлых клиентов Джимми, которого он когда-то защищал от обвинения в публичной мастурбации. Тем временем Ким получает плохие известия об ушедших клиентах. Она переживает и начинает сомневаться в том, стоит ли заключать договор аренды офиса, ведь аренда недешёвая, а первый крупный клиент уже потерян. Джимми успокаивает её, сообщая, что у Ким будет ещё множество таких клиентов. Позже Джимми получает известия об ухудшающемся состоянии Чака и приезжает к нему домой. Пока Чак спит, Джимми находит в его комнате документы по Mesa Verde и совершает махинацию с ними, изменяя местами цифры в юридическом адресе банка на всех бумагах. А Майк тем временем продолжает свои наблюдения за рестораном Гектора Саламанка. Он отслеживает путь, который проделывает Гектор от ресторана до своего гаража на окраине города. После Майк возвращается домой и начинает изготавливать самодельную полосу с шипами. |            |                             |                 |                              |                 |                     |
| 19 | 9          | «Пригвождённый» «Nailed»    | Питер Гулд      | Питер Гулд                   | 11 апреля 2016  | 2,06                |
| Майк проворачивает ограбление одного из грузовиков Гектора Саламанка, используя самодельную полосу с шипами. Надев балаклаву, он приставляет пистолет к виску водителя, а затем связывает его, заклеив скотчем рот и глаза. После Майк прорезает покрышки грузовика и в одной из них находит $250 000, которые забирает себе. Позже Майк встречается с Начо, подозревающего его в ограблении. Майк признает, что ограбление – дело его рук, а также то, что пытался этим ограблением натравить полицию на Гектора Саламанка. Начо сообщает, что полиция ничего не знает, поскольку случайный свидетель («добрый самаритянин») обнаружил связанного около дороги водителя и освободил его. Водитель вызвал подмогу, грузовик убрали с дороги, а вместе с ним убрали и самаритянина: по словам Начо, Гектор выстрелил тому в лицо. Обеспокоенный таким исходом, Майк удаляется. Тем временем на заседании Банковского совета штата Нью-Мексико обнаруживается, что в документах, поданных Чаком, указанный адрес не совпадает с фактическим адресом банковского филиала. Ошибка в документах приводит к тому, что следующее заседание откладывается минимум на шесть недель, что категорически не устраивает клиентов из Mesa Verde. Чак осознаёт, что к подделке документов причастен Джимми. А тем временем недовольные сложившейся ситуацией клиенты из Mesa Verde отказываются от услуг HHM и снова нанимают Ким. Вместе с Джимми Ким приезжает в дом Чака, чтобы забрать все необходимые документы по Mesa Verde. Джимми обнаруживает, что в доме поменяны все замки, и просит Чака объяснить, что происходит. В ответ Чак обвиняет Джимми в саботаже и в подделке документов. Ким встаёт на защиту Джимми, сообщая, что у Чака нет ни единого доказательства того, что Джимми причастен к фальсификации, а также упрекает Чака в том, что именно он сделал Джимми таким, каким он является сейчас, ведь Чак никогда в него не верил и не хотел, чтобы его брат добился успеха. Тем не менее, Ким понимает, что именно Джимми замешан во всём. Садясь в машину, она несколько раз ударяет его, а позже вечером говорит, что Джимми должен позаботиться о том, чтобы все следы были заметены. Джимми тут же срывается и едет в круглосуточный копировальный центр, где он подделал документы. Там он находит сотрудника, который видел его в ту ночь, и даёт ему несколько сотен долларов за молчание и удаление всех видеозаписей с камеры видеонаблюдения. Позже в копировальный центр приезжает Чак. Он начинает допрашивать сотрудника, но тот упорно молчит. В это время от большого количества электричества вокруг Чаку становится плохо, и он падает в обморок, ударяясь головой о прилавок. За всем этим на другой стороне улицы тайно наблюдает Джимми, который не может ничего сделать... |            |                             |                 |                              |                 |                     |
| 20 | 10         | «Клик» «Klick»              | Винс Гиллиган   | Хезер Мэрион и Винс Гиллиган | 18 апреля 2016  | 2,26                |
| Во флэшбеке Чак и Джимми сидят у постели больной матери. Джимми уходит, чтобы купить еды, и в это время мать умирает. Перед смертью она зовёт Джимми, игнорируя присутствие Чака. Когда Джимми возвращается и не находит мать в палате, он спрашивает Чака, сказала ли она что-нибудь перед смертью. Чак говорит, что нет. В настоящем времени (2002 году) Джимми вбегает в копировальную и кричит клерку, чтобы он звонил в скорую. Уже в больнице Чак обвиняет Джимми, что он примчался так быстро потому, что никуда не уходил, и подкупил клерка, чтобы он молчал. Но Эрнесто говорит, что позвонил Джимми ещё до приезда в копировальную контору. Тем временем Майк покупает снайперскую винтовку и амуницию, собираясь убить Гектора Саламанка. Он занимает позицию на горке над домиком, где находятся бандиты, но не может сделать выстрел, потому что Начо всё время закрывает Гектора. Вдруг Майк слышит сигнал собственного автомобиля; вернувшись к своей машине, он находит только записку «Не делай этого». В больнице Чака направляют на МРТ, против его воли. Доктор сообщает Джимми, что в целом Чак здоров, но впал во временную кому в результате сканирования. Джимми остаётся у постели Чака, ожидая, пока он очнётся. Когда тот наконец просыпается, Джимми отвозит его домой. Позже Говард звонит Джимми и говорит, что Чак решил покинуть HHM. Примчавшись к Чаку, Джимми видит, что тот делает из своей гостиной клетку Фарадея для защиты от излучений. Причиной этому стало то, что Чак поверил в свою ошибку с номером дома на документах Меса Верде. С тем чтобы вернуть своего брата к работе, Джимми объясняет, что это действительно он всё подстроил. Когда Джимми уходит, мы видим, что Чак записал разговор на диктофон. |            |                             |                 |                              |                 |                     |

## Talking Saul
«Talking Saul» — афтер-шоу Криса Хардвика, в котором гости обсуждают эпизоды «Лучше звоните Солу». Эти эпизоды обсуждают премьерный и финальный эпизоды второго сезона «Лучше звоните Солу».
| № общий | № в сезоне | Обсуждаемый эпизод | Гости                                                | Дата премьеры   | Зрители в США (млн) |
| ------- | ---------- | ------------------ | ---------------------------------------------------- | --------------- | ------------------- |
| 1       | 1          | «Выключатель»      | Винс Гиллиган, Питер Гулд, Боб Оденкерк и Рэй Сихорн | 15 февраля 2016 | 0,744               |
| 2       | 2          | «Клик»             | Джонатан Бэнкс, Винс Гиллиган и Питер Гулд           | 18 апреля 2016  | 0,641               |

## Реакция

### Реакция критиков
Второй сезон «Лучше звоните Солу», как и предыдущий, получил похвалу от критиков. На сайте Rotten Tomatoes у второго сезона рейтинг 97% на основе 31 отзыва, со средним рейтингом 8,7/10. Критический консенсус сайта гласит: «„Лучше звоните Солу“ продолжает усиливать свою власть над зрителями при помощи серии эпизодов, которые впрыскивают волну драматической энергии, при этом демонстрируя очарование своего талантливого главного героя». На сайте Metacritic второй сезон имеет рейтинг 85 из 100, на основе 18 отзывов, что указывает на «всеобщее признание».

### Рейтинги
| №  | Название        | Дата показа     | Рейтинг (18—49) | Зрителей (миллионов) | DVR (18—49) | Зрителей DVR (миллионов) | Всего (18—49) | Всего зрителей (миллионов) |
| -- | --------------- | --------------- | --------------- | -------------------- | ----------- | ------------------------ | ------------- | -------------------------- |
| 1  | «Включатель»    | 15 февраля 2016 | 1,1             | 2,57                 | 1,0         | 2,14                     | 2,1           | 4,711                      |
| 2  | «Пирог»         | 22 февраля 2016 | 1,0             | 2,23                 | 1,0         | 2,14                     | 2,0           | 4,371                      |
| 3  | «Амарилло»      | 29 февраля 2016 | 1,0             | 2,20                 | 1,2         | 2,61                     | 2,2           | 4,81                       |
| 4  | «Без перчаток»  | 7 марта 2016    | 0,9             | 2,20                 | 1,2         | 2,59                     | 2,1           | 4,79                       |
| 5  | «Ребекка»       | 14 марта 2016   | 0,8             | 1,99                 | 1,2         | 2,63                     | 2,0           | 4,62                       |
| 6  | «Бали Хай»      | 21 марта 2016   | 0,9             | 2,11                 | 1,0         | 2,14                     | 1,9           | 4,251                      |
| 7  | «Надувной»      | 28 марта 2016   | 0,8             | 2,03                 | 1,2         | 2,61                     | 2,0           | 4,64                       |
| 8  | «Фифи»          | 4 апреля 2016   | 0,8             | 1,93                 | 1,2         | 2,68                     | 2,0           | 4,61                       |
| 9  | «Пригвождённый» | 11 апреля 2016  | 0,8             | 2,06                 | 1,2         | 2,67                     | 2,0           | 4,73                       |
| 10 | «Клик»          | 18 апреля 2016  | 0,8             | 2,26                 | 1,2         | 2,52                     | 2,0           | 4,78                       |

↑  Рейтинги Live +7 были недоступны, так что вместо них были использованы рейтинги Live +3.

### Награды
| Церемония                                           | Категория                                                           | Номинанты                                                                                      | Результат |
| --------------------------------------------------- | ------------------------------------------------------------------- | ---------------------------------------------------------------------------------------------- | --------- |
| 31-я церемония премии TCA                           | Выдающиеся достижения в драме                                       | «Лучше звоните Солу»                                                                           | Номинация |
| 31-я церемония премии TCA                           | Личные достижения в драме                                           | Боб Оденкерк                                                                                   | Номинация |
| 68-я церемония премии «Эмми»                        | Лучший драматический сериал                                         | «Лучше звоните Солу»                                                                           | Номинация |
| 68-я церемония премии «Эмми»                        | Лучший актёр в драматическом сериале                                | Боб Оденкерк                                                                                   | Номинация |
| 68-я церемония премии «Эмми»                        | Лучший актёр второго плана в драматическом сериале                  | Джонатан Бэнкс                                                                                 | Номинация |
| 68-я церемония творческой премии «Эмми»             | Лучший монтаж однокамерного драматического сериала                  | Келли Диксон («Ребекка»)                                                                       | Номинация |
| 68-я церемония творческой премии «Эмми»             | Лучший монтаж однокамерного драматического сериала                  | Келли Диксон и Крис Маккалеб («Пригвождённый»)                                                 | Номинация |
| 68-я церемония творческой премии «Эмми»             | Лучший звук в комедийном или драматическом сериале                  | Филлип В. Палмер, Ларри Бенджамин, Кевин Валентайн («Клик»)                                    | Номинация |
| 68-я церемония творческой премии «Эмми»             | Лучшие визуальные эффекты на втором плане                           | За эпизод «Фифи»                                                                               | Номинация |
| 7-я церемония премии телевизионных критиков         | Лучший драматический сериал                                         | «Лучше звоните Солу»                                                                           | Номинация |
| 7-я церемония премии телевизионных критиков         | Лучший актёр в драматическом сериале                                | Боб Оденкерк                                                                                   | Победа    |
| 7-я церемония премии телевизионных критиков         | Лучший актёр второго в драматическом сериале                        | Майкл Маккин                                                                                   | Номинация |
| Премия Американского института киноискусства (2016) | Телепрограмма года                                                  | «Лучше звоните Солу»                                                                           | Победа    |
| 74-я церемония премии «Золотой глобус»              | Лучший актёр в драматическом сериале                                | Боб Оденкерк                                                                                   | Номинация |
| 21-я церемония премии «Спутник»                     | Лучший драматический сериал                                         | «Лучше звоните Солу»                                                                           | Номинация |
| 21-я церемония премии «Спутник»                     | Лучший актёр в драматическом сериале                                | Боб Оденкерк                                                                                   | Номинация |
| 21-я церемония премии «Спутник»                     | Лучший актёр второго плана в сериале, мини-сериале или телефильме   | Джонатан Бэнкс                                                                                 | Номинация |
| 21-я церемония премии «Спутник»                     | Лучшая актриса второго плана в сериале, мини-сериале или телефильме | Рэй Сихорн                                                                                     | Победа    |
| 53-я церемония премии Общества кинозвука            | Выдающиеся достижения в звуке для телевидения — один час            | Филлип В. Палмер, Ларри Бенджамин, Кевин Валентайн, Мэтт Ховланд и Дэвид Майкл Торрес («Клик») | Номинация |
| 69-я церемония премии Гильдии сценаристов США       | Драматический сериал                                                | «Лучше звоните Солу»                                                                           | Номинация |
| 69-я церемония премии Гильдии сценаристов США       | Эпизод драматического сериала                                       | Гордон Смит («Без перчаток»)                                                                   | Номинация |
| 69-я церемония премии Гильдии сценаристов США       | Эпизод драматического сериала                                       | Хэзер Мэрион и Винс Гиллиган («Клик»)                                                          | Номинация |
| 69-я церемония премии Гильдии сценаристов США       | Эпизод драматического сериала                                       | Томас Шнауц («Выключатель»)                                                                    | Номинация |